# Stadthalle Wilhelmshaven

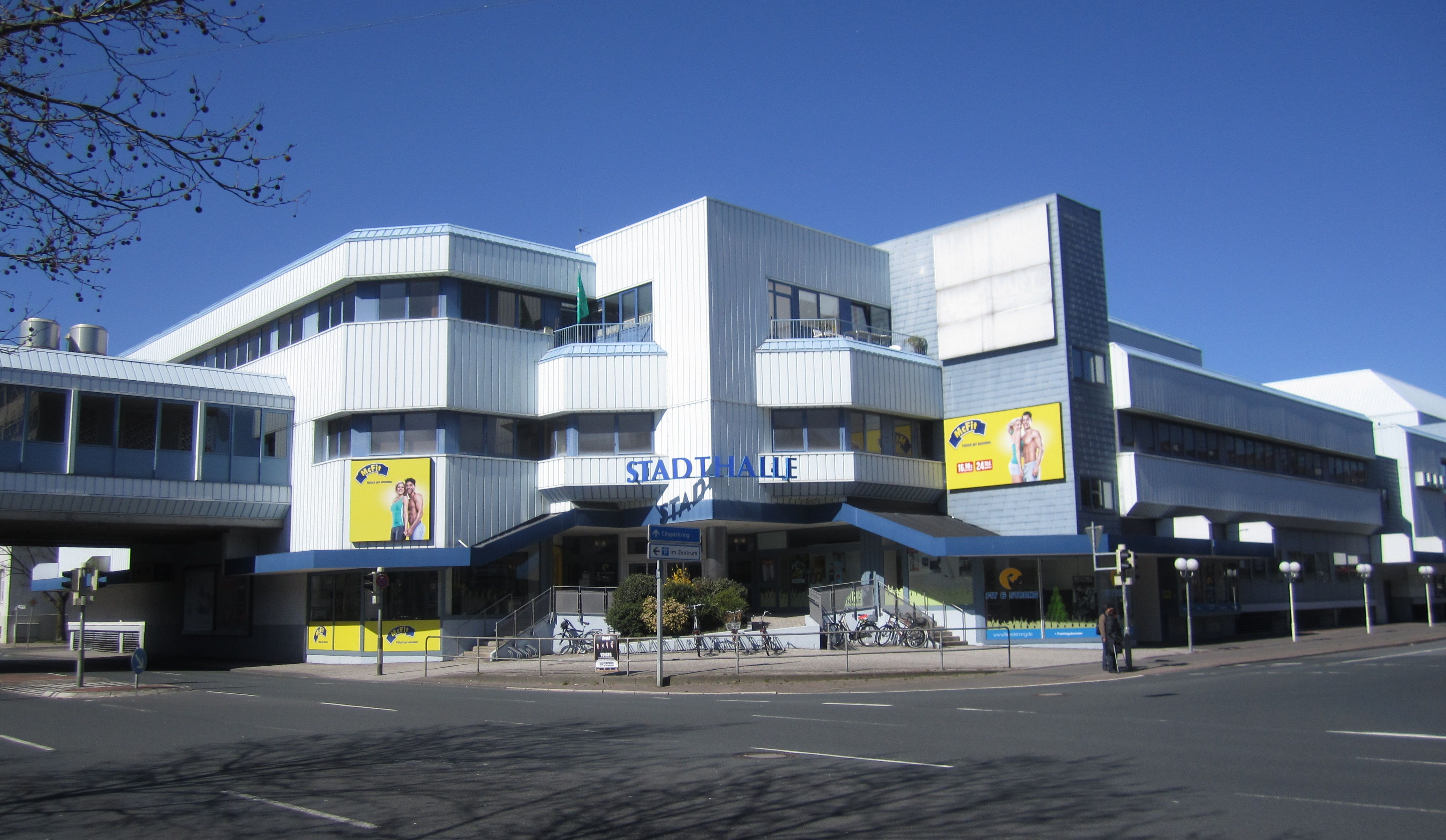
Stadthalle Wilhelmshaven

Die Stadthalle in Wilhelmshaven war seit 1979 mit 3000 m², verteilt auf mehrere Säle, das größte Veranstaltungshaus der Stadt.
Der größte Saal fasst mit 1400 m² bis zu 3000 Besucher. Bedingt durch das große Raumangebot fanden verschiedene Veranstaltungen, wie z. B. Seminare, Tagungen, Präsentationen, Festbälle, Konzerte, Comedy- und Musicalproduktionen, statt.
Der Betrieb wurde 2021 eingestellt.